# Nepenthes rajah
Nepenthes rajah es una planta carnívora perteneciente a la familia Nepenthes, también es comúnmente conocida como la carnívora gigante ya que posee un gran tamaño en comparación con otras plantas de este tipo.

## Hábitat
La carnívora gigante es endémica de los bosques de Borneo en Malasia, estas aparecen en grandes alturas desde los 1500 msnm hasta los 2600 msnm, sin embargo esto no significa que sea una planta de montaña ya que necesita de un clima cálido para sobrevivir. Pero lamentablemente según la Unión Internacional para la Conservación de la Naturaleza (UICN), se encuentra en peligro de extinción, debido al limitada área en la que se encuentra y a su venta que aunque no es ilegal puede llegar a impactar en su extensión.[cita requerida]

## Características
Esta planta tiene un tamaño aproximado de 40 cm de alto por 20 cm de ancho, tienen unas hojas unidas mediante peciolos al tallo, de estas surge un zarcillo (debido a que son plantas trepadoras) que puede medir hasta 50 cm de largo y de este cuelga la gran jarra, esta tiene un tapa que evita la entrada de agua de lluvia, la evaporación del líquido que les ayuda a digerir, y la introducción de otras partículas que puedan evitar la digestión, estas jarras pueden llegar a tener hasta 3,5 l de líquido debido a su gran tamaño en el cual 2/3 son de líquido digestivo y el resto agua. Tienes unas flores que salen de un tallo de hasta 80 cm y de este salen pequeñas flores de colores marrones y anaranjados de 20 cm a 40 cm esta produce un fruto de ese mismo tamaño y con los mismos colores, con un olor dulce que es el que atrae a su presa.

## Alimentación

### Tipo de trampa
Al pertenecer a la familia de las nepenthes estas tienen un sistema de trampa de jarra o de caída la cual logra mediante sus atractivos y vivos colores rojizos, atrae a su presa haciéndola acercarse al peristoma una vez en este, la presa se cae dentro de la jarra y en su líquido procede a ser digerida mediante enzimas con esta función.

### Insectos
Las plantas de este tipo principalmente atraen una cantidad diversa de insectos que habitan en esta región, en un hábitat artificial capturaran toda clase de insectos tales como moscas, abejas, sancudos, entre otros.

### Pequeños vertebrados
Se sabe que debido al gran tamaño de estas plantas se ha documentado diversos encuentros de pequeños mamíferos como aves y roedores, así como lagartijas y otros reptiles pequeños, estos casos son más inusuales, solo pasa cuando un animal enfermo busca refugio o agua dentro de la jarra, pero caen y son consumidos por la planta. Como la nepenthes rajah crece a 3000 metros de altitud, los insectos no son tan abundantes como en altitudes más bajas. El enorme tamaño de sus jarros se debe a que la forma principal por la que obtiene nutrientes es a partir de las heces de pequeños roedores que comen el nectar que segrega en la hoja superior de los mencionados jarros. Durante el tiempo que estos roedores pasan alimentándose defecan dentro de este y la planta toma los nutrientes de las heces.

## Reproducción
Estas plantas no tienen un periodo de tiempo específico para su reproducción, solo se necesita que el clima sea cálido, esta planta precisamente esta en peligro ya que su proceso para reproducirse a partir de una planta nueva es muy difícil. 

### Semillas
La reproducción mediante semillas es muy complicada, como la mayoría de las plantas son  dioicas es decir solo producen flores masculinas o femeninas, además de que las dos plantas debieron de haber nacido durante el mismo periodo, y debido a que esta no tiene una temporada reproductiva, las probabilidades de que dos nephentes Rajah coincidan, es muy difícil; abonado a esto los brotes que se dan en caso de que las semillas hayan sido fecundadas, son muy frágiles ya que al aun no tener la jarra para alimentarse, no pueden obtener los nutrientes que necesitan, por lo que la mayoría de estos mueren.

### Vástagos
Cuando un ejemplar es adulto, puede producir otros individuos que dependen de el original por un periodo de tiempo, esta se puede desprender y formar sus propias raíces, y así nace una nueva planta independiente.

### Esquejes de la planta
Para una reproducción artificial de esta planta se puede realizar un esqueje, se puede tomar un pedazo de tallo y ponerlo en musgo o en la tierra comenzaran a surgir nuevos plántulas que más tarde formaran un nuevo ejemplar.

## Curiosidades
Esta especie contribuyó, evidentemente de un modo exagerado, a la formación de una leyenda urbana conocida como el árbol carnívoro. En su libro de 1955 Salamanders and Other Wonders, el científico Willy Ley demostró que la tribu Mkodo, Carl Liche y el árbol carnívoro de Madagascar eran un fraude, aunque el informe de Liche todavía sigue siendo considerado verídico en algunos círculos populares.